# EverQuest
EverQuest là một trò chơi 3D nhập vai trực tuyến nhiều người chơi (MMORPG) theo chủ đề giả tưởng dành cho PC Windows do Verant Interactive và 989 Studios phát triển. Sony Online Entertainment phát hành trò chơi lần đầu ở Bắc Mỹ vào tháng 3 năm 1999, và Ubisoft phát hành ở châu Âu vào tháng 4 năm 2000. Phiên bản dành riêng cho macOS phát hành vào tháng 6 năm 2003, phải ngừng hoạt động vào tháng 11 năm 2013 sau hơn 10 năm. Ban đầu, Sony Online Entertainment đảm nhận toàn bộ việc phát triển và xuất bản game. Verant Interactive sau đó đã được sáp nhập vào tập đoàn này vào tháng 6 năm 2000. Tháng 2 năm 2015, tập đoàn mẹ của Sony Online Entertainment là Sony Computer Entertainment đã bán xưởng cho một công ty đầu tư khác là Columbus Nova, đổi tên thành Daybreak Game Company và được tiếp tục phát triển.
EverQuest được coi là một MMORPG sử dụng công nghệ 3D đầu tiên thành công về mặt thương mại trên quy mô chưa từng có trước đây trong lịch sử.
Trò chơi có sức ảnh hưởng lớn đến các bản phát hành tiếp theo trên thị trường và giữ một vị trí quan trọng trong lịch sử của các trò chơi trực tuyến nhiều người chơi.
Trò chơi đã có lượt đăng ký vượt qua kỳ vọng và tăng mức độ phổ biến trong nhiều năm sau khi phát hành và hiện đang được coi là một trong những trò chơi điện tử hay nhất từng được tạo ra. EverQuest đã nhận nhiều giải thưởng gồm giải Trò chơi của năm do GameSpot bình chọn năm 1999 và giải Emmy về Công nghệ và Kỹ thuật năm 2007. Trong khi rất nhiều trò chơi tương tự EverQuest đã xuất hiện và biến mất trong nhiều năm, EverQuest vẫn tồn tại với nhiều bản game mở rộng mới vẫn đang được phát hành thường xuyên trong hơn hai mươi năm sau khi ra mắt lần đầu. EverQuest đã tạo ra một số phương tiện truyền thông phụ, bao gồm truyện tranh và trò chơi điện tử, cũng như phần tiếp theo của trò chơi là EverQuest II ra mắt năm 2004.

## Lối chơi

Một người cát khổng lồ tham gia vào một nhóm ở Oasis of Marr, một vùng sa mạc. Các mô hình ký tự đa giác thấp và giao diện người dùng đơn giản cho thấy ảnh chụp màn hình này được chụp từ năm 1999 đến năm 2002.

Nhiều yếu tố trong EverQuest lấy từ các trò chơi MUD (Dungeon nhiều người chơi) dựa trên văn bản, đặc biệt là DikuMUD, cũng như lấy cảm hứng từ các trò chơi nhập vai chẳng hạn như Dungeons & Dragons. Trong EverQuest, người chơi tạo một nhân vật (còn được gọi là hình đại diện, hoặc thông tục là char hoặc toon) bằng cách chọn một trong mười hai chủng tộc trong trò chơi, đó là con người, yêu tinh cao, yêu tinh gỗ, bán yêu tinh, hắc yêu tinh, uyên bác, man rợ, người lùn, chó lai, gnomes, quái nhân và quỷ lùn. Trong bản mở rộng đầu tiên đã giới thiệu người thằn lằn (Iksar). Người mèo (Vah Shir), người ếch (Froglok) và người rồng (Drakkin) đều được giới thiệu trong các bản mở rộng sau này. Khi tạo xong, người chơi chọn nghề nghiệp phiêu lưu của mỗi nhân vật (chẳng hạn như thuật sĩ, lính hoặc giáo sĩ - được gọi là lớp - xem chi tiết bên dưới), vị thần bảo trợ và thành phố khởi đầu. Tùy chỉnh diện mạo khuôn mặt của nhân vật có sẵn khi tạo (tóc, màu tóc, kiểu khuôn mặt, lông mặt, màu tóc trên khuôn mặt, màu mắt, v.v.).

## Lịch sử

### Quá trình phát triển
Khái niệm về EverQuest doJohn Smedley khởi xướng vào năm 1996. Thiết kế ban đầu được ghi công cho Brad McQuaid, Steve Clover và Bill Trost. Game do 989 Studios của Sony phát triển, phần phụ đầu năm 1999 do Verant Interactive phát triển và Sony Online Entertainment (SOE) phát hành. Kể từ khi mua lại Verant vào cuối năm 1999, EverQuest do Sony Online Entertainment phát triển.
Thiết kế và ý tưởng của EverQuest lấy cảm hứng rất nhiều từ MUD, đặc biệt là DikuMUD, vì lý do đó mà EverQuest được coi là sự phát triển 3D của thể loại trò chơi văn bản MUD cũng như một số MMO trước đó, chẳng hạn như Meridian 59 và The Realm Online. John Smedley, Brad McQuaid, Steve Clover và Bill Trost là những người cùng được ghi nhận là đã tạo ra thế giới EverQuest, họ đã nhiều lần chỉ ra những kinh nghiệm khi chơi MUD, chẳng hạn như Sojourn và TorilMUD là nguồn cảm hứng cho trò chơi Họa sĩ minh họa bìa sách nổi tiếng Keith Parkinson đã tạo ảnh bìa cho các phần trước của EverQuest.
Việc bắt đầu thử nghiệm beta được Brad McQuaid công bố vào tháng 11 năm 1997.

### Phát hành
Ngày 16 tháng 3 năm 1999 EverQuest ra mắt với sự kỳ vọng khiêm tốn từ Sony dưới thương hiệu Verant Interactive và nhanh chóng thành công. Đến cuối năm, game đã vượt qua đối thủ cạnh tranh Ultima Online về số lượng đăng ký. Các con số tiếp tục tăng nhanh chóng cho đến giữa năm 2001 khi tốc độ tăng trưởng chậm lại. Trò chơi ban đầu ra mắt với các "Hướng dẫn viên" tình nguyện, những người đóng vai trò là dịch vụ/hỗ trợ khách hàng cơ bản thông qua 'kiến nghị'. Các vấn đề có thể được chuyển tiếp đến Game Master được chỉ định cho máy chủ hoặc do tình nguyện viên giải quyết. Các hướng dẫn khác sẽ phục vụ trong các chức năng quản trị trong chương trình hoặc hỗ trợ Nhóm Nhiệm vụ với các sự kiện hành động trực tiếp và liên tục trên khắp các máy chủ riêng lẻ. Các tình nguyện viên được trả công qua việc đăng ký và mở rộng trò chơi miễn phí. Vào năm 2003, chương trình thay đổi đối với các hướng dẫn viên tình nguyện đưa họ ra khỏi trọng tâm dịch vụ khách hàng và đặt họ vào vai trò hiện tại là nhập vai 'các nhân tố cố định' lưu động với người chơi.

### Từ chối
Kể từ khi phát hành World of Warcraft và các game MMORPG hiện đại khác, đã có một số dấu hiệu cho thấy người chơi EverQuest đang giảm dần. Các máy chủ quốc gia New Dawn  đã ngừng hoạt động vào năm 2005 và hợp nhất thành một máy chủ chung (tiếng Anh) ở Châu Âu.
Tháng 2 năm 2015, Sony đã bán bộ phận giải trí trực tuyến cho tập đoàn cổ phần tư nhân Columbus Nova, Sony Online Entertainment đổi tên thành Daybreak Game Company (DBG). Sau đó là một giai đoạn đầu đầy bấp bênh, với tất cả các dự án như mở rộng và phần tiếp theo bị tạm dừng, nhân viên bị sa thải. Tình hình dần ổn định xung quanh lễ kỷ niệm 16 năm trò chơi và một bản mở rộng mới đã được phát hành vào tháng 11 năm 2015.

## Bản mở rộng
Trò chơi gốc kể từ khi phát hành có 28 bản mở rộng. Các bản mở rộng được mua riêng và cung cấp nội dung bổ sung cho trò chơi (ví dụ: nâng cấp nhân vật tối đa; thêm chủng tộc, lớp, khu vực, lục địa mới, nhiệm vụ, trang bị, tính năng trò chơi). Khi người chơi mua bản mở rộng mới nhất, họ sẽ nhận được tất cả các bản mở rộng mà họ có thể chưa mua trước đó. Ngoài ra, trò chơi được cập nhật thông qua các bản vá tải xuống. Các bản mở rộng của EverQuest như sau:
| #  | Tựa                      | Ngày phát hành       | Cấp |
| -- | ------------------------ | -------------------- | --- |
| 1  | The Ruins of Kunark      | 24 tháng 4 năm 2000  | 60  |
| 2  | The Scars of Velious     | 5 tháng 12 năm 2000  | 60  |
| 3  | The Shadows of Luclin    | 4 tháng 12 năm 2001  | 60  |
| 4  | The Planes of Power      | 29 tháng 10 năm 2002 | 65  |
| 5  | The Legacy of Ykesha     | 25 tháng 2 năm 2003  | 65  |
| 6  | Lost Dungeons of Norrath | 9 tháng 9 năm 2003   | 65  |
| 7  | Gates of Discord         | 10 tháng 2 năm 2004  | 65  |
| 8  | Omens of War             | 14 tháng 9 năm 2004  | 70  |
| 9  | Dragons of Norrath       | 15 tháng 2 năm 2005  | 70  |
| 10 | Depths of Darkhollow     | 13 tháng 9 năm 2005  | 70  |
| 11 | Prophecy of Ro           | 21 tháng 2 năm 2006  | 70  |
| 12 | The Serpent's Spine      | 19 tháng 9 năm 2006  | 75  |
| 13 | The Buried Sea           | 13 tháng 2 năm 2007  | 75  |
| 14 | Secrets of Faydwer       | 13 tháng 11 năm 2007 | 80  |
| 15 | Seeds of Destruction     | 21 tháng 10 năm 2008 | 85  |
| 16 | Underfoot                | 15 tháng 12 năm 2009 | 85  |
| 17 | House of Thule           | 12 tháng 10 năm 2010 | 90  |
| 18 | Veil of Alaris           | 15 tháng 11 năm 2011 | 95  |
| 19 | Rain of Fear             | 28 tháng 11 năm 2012 | 100 |
| 20 | Call of the Forsaken     | 8 tháng 10 năm 2013  | 100 |
| 21 | The Darkened Sea         | 28 tháng 10 năm 2014 | 105 |
| 22 | The Broken Mirror        | 18 tháng 11 năm 2015 | 105 |
| 23 | Empires of Kunark        | 16 tháng 11 năm 2016 | 105 |
| 24 | Ring of Scale            | 12 tháng 12 năm 2017 | 110 |
| 25 | The Burning Lands        | 11 tháng 12 năm 2018 | 110 |
| 26 | Torment of Velious       | 18 tháng 12 năm 2019 | 115 |
| 27 | Claws of Veeshan         | 8 tháng 12 năm 2020  | 115 |
| 28 | Terror of Luclin         | 7 tháng 12 năm 2021  | 120 |

## Tiếp nhận
Các đánh giá về Everquest hầu hết đều tích cực khi game phát hành vào năm 1999, đạt 85/100 điểm từ trang web đánh giá tổng hợp Metacritic. So sánh với các tựa game nhập vai trực tuyến khác vào thời điểm đó, các nhà phê bình gọi đây là "trò chơi hay nhất trong cùng loại" và "game nhập vai trực tuyến hay nhất và gây nghiện nhất cho đến nay." Dan Amrich của tạp chí GamePro tuyên bố rằng "tiêu chuẩn cho trò chơi trực tuyến đã không được nâng tầm đến mức bị xóa sổ" và các nhà phát triển của trò chơi đã "thực sự tạo ra ứng dụng sát thủ trực tuyến đầu tiên." Người đánh giá sẽ thấy lỗi với lối chơi lặp đi lặp lại của nó trong những cấp độ đầu tiên và thiếu tài liệu đầy đủ để trợ giúp người chơi mới, thay vào đó khuyến khích họ chuyển sang fansite để được trợ giúp. Greg Kasavin của GameSpot cũng cảm thấy rằng trận chiến trong trò chơi "không thú vị" nhưng đã lưu ý rằng, không giống như các trò chơi trước đó cùng thể loại, EverQuest cung cấp cơ hội chơi trên các máy chủ không cho phép người chơi chiến đấu với nhau trừ khi họ chọn, và điều đó đã thúc đẩy mạnh mẽ sự hợp tác. Cuối cùng, người đánh giá tuyên bố "cuộc chiến có thể hơi nhàm chán, hướng dẫn sử dụng có thể khủng khiếp, hệ thống nhiệm vụ còn dở dang, và trò chơi vẫn có một số lỗi nhỏ. Nhưng tất cả những gì bạn cần là tìm một hoặc hai người thích phiêu lưu mạo hiểm như bạn, và đột nhiên EverQuest trở thành một trong những trải nghiệm chơi game đáng nhớ nhất mà bạn từng có." Baldric của Game Revolution cũng nói trò chơi mang tính hợp tác nhiều hơn Ultima Online, nhưng ít tương tác hơn với môi trường, gọi nó là "định hướng người chơi" thay vì "định hướng thế giới".

## LoạtEverQuest
Kể từ khi Since EverQuest phát hành, Sony Online Entertainment đã thêm một số trò chơi liên quan đến EverQuest. Bao gồm:
- EverQuest Hero's Call (Pocket PC, Tháng 1 năm 2003)
- EverQuest Online Adventures (PlayStation 2, tháng 2 năm 2003)
- EverQuest Online Adventures Frontiers (PlayStation 2, Tháng 11 năm 2003)
- Lords of EverQuest (PC, Tháng 12 năm 2003)
- Champions of Norrath (PlayStation 2, Tháng 2 năm 2004)
- EverQuest Hero's Call 2 (Pocket PC, Tháng 4 năm 2004)
- EverQuest War On Faydwer (Pocket PC, Tháng 4 năm 2004)
- EverQuest II (PC, Tháng 11 năm 2004)
- Champions: Return to Arms, phần tiếp theo của Champions of Norrath (PlayStation 2, Tháng 2 năm 2005)
- EverQuest Role-Playing Game (trò chơi nhập vai được sản xuất với sự hợp tác của White Wolf sử dụng hệ thống d20) .
- Legends of Norrath  (một trò chơi bài ảo ra mắt vào khoảng năm 2007 hoặc đầu năm 2008, cũng tặng thưởng cho người chơi EverQuest và EverQuest II các vật phẩm trong trò chơi).
- EverQuest Next, trò chơi EverQues dựa trên câu chuyện mới nhất (đã bị hủy)
- EverQuest Next Landmark, chỉ xây dựng thế giới trò chơi EverQuest  (đã hủy)

Một dòng tiểu thuyết đã được xuất bản theo thế giới EverQuest , bao gồm:
- Rogue's Hour, của Scott Ciencin (Tháng 10 năm 2004)
- Ocean of Tears, của Stewart Wieck (Tháng 10 năm 2005)
- Truth and Steel, của Thomas M. Reid (Tháng 9 năm 2006)
- The Blood Red Harp, của Elaine Cunningham (Tháng 9 năm 2006)